# Patrick Rafter
Patrick Michael Rafter ( Mount Isa, Queensland, Austrália, 28 de dezembro de 1972) é um ex-tenista profissional australiano que foi, durante pouco tempo, o número 1 da classificação mundial de tenistas. Tinha como característica de jogo o saque e voleio. Teve vários rivais, como Pete Sampras, Andre Agassi e Michael Chang.
Rafter é membro do International Tennis Hall of Fame desde 2006.

## Major Finais

### Grand Slam finais

#### Simples (4)
| Posição | Ano  | Campeonato | Piso  | Oponente na final  | Placar da final           |
| Campeão | 1997 | US Open    | Duro  | Greg Rusedski      | 6–3, 6–2, 4–6, 7–5        |
| Campeão | 1998 | US Open    | Duro  | Mark Philippoussis | 6–3, 3–6, 6–2, 6–0        |
| Vice    | 2000 | Wimbledon  | Grama | Pete Sampras       | 6–7(10), 7–6(5), 6–4, 6–2 |
| Vice    | 2001 | Wimbledon  | Grama | Goran Ivanišević   | 6–3, 3–6, 6–3, 2–6, 9–7   |

#### Duplas (1)
| Posição | Ano  | Campeonato      | Piso | Parceiro       | Oponentes na final           | Placar da final             |
| Campeão | 2000 | Australian Open | Duro | Jonas Björkman | Mahesh Bhupathi Leander Paes | 6–3, 4–6, 6–4, 6–7(10), 6–4 |

### Masters Series finais

#### Simples: 6 (2 títulos, 4 vice)
| Posição | Ano  | Campeonato        | Piso | Oponente na final | Placar da final  |
| Campeão | 1998 | Canada (Toronto)  | Duro | Richard Krajicek  | 7–6(3), 6–4      |
| Campeão | 1998 | Cincinnati        | Duro | Pete Sampras      | 1–6, 7–6(2), 6–4 |
| Vice    | 1999 | Rome              | Clay | Gustavo Kuerten   | 6–4, 7–5, 7–6(6) |
| Vice    | 1999 | Cincinnati        | Duro | Pete Sampras      | 7–6(7), 6–3      |
| Vice    | 2001 | Canada (Montreal) | Duro | Andrei Pavel      | 7–6(3), 2–6, 6–3 |
| Vice    | 2001 | Cincinnati        | Duro | Gustavo Kuerten   | 6–1, 6–3         |

## Conquistas (43)

### Simples (25)

#### Vitórias (11)
| Legenda                     |
| Grand Slam (2)              |
| Tennis Masters Cup (0)      |
| ATP Masters Series (2)      |
| ATP Championship Series (1) |
| ATP Tour (6)                |

| Titulosl por Piso |
| Duro (7)          |
| Grama (4)         |
| Saibro (0)        |
| Carpete (0)       |

| N.  | Data             | Torneio                   | Piso  | Oponente na final  | Placar da final    |
| 1.  | 20 Junho 1994    | Manchester, Reino Unido   | Grama | Wayne Ferreira     | 7–6(5), 7–6(4)     |
| 2.  | 8 Setembro 1997  | US Open, Nova York, EUA   | Duro  | Greg Rusedski      | 6–3, 6–2, 4–6, 7–5 |
| 3.  | 13 Abril 1998    | Madras, India             | Duro  | Mikael Tillström   | 6–3, 6–4           |
| 4.  | 22 Junho 1998    | 's-Hertogenbosch, Holanda | Grama | Martin Damm        | 7–6(2), 6–2        |
| 5.  | 10 Agosto 1998   | Toronto, Canada           | Duro  | Richard Krajicek   | 7–6(3), 6–4        |
| 6.  | 17 Agosto 1998   | Cincinnati, EUA           | Duro  | Pete Sampras       | 1–6, 7–6(2), 6–4   |
| 7.  | 31 Agosto 1998   | Long Island, EUA          | Duro  | Félix Mantilla     | 7–6(3), 6–2        |
| 8.  | 14 Setembro 1998 | US Open, Nova York, EUA   | Duro  | Mark Philippoussis | 6–3, 3–6, 6–2, 6–0 |
| 9.  | 21 Junho 1999    | 's-Hertogenbosch, Holanda | Grama | Andrei Pavel       | 3–6, 7–6(7), 6–4   |
| 10. | 26 Junho 2000    | 's-Hertogenbosch, Holanda | Grama | Nicolas Escudé     | 6–1, 6–3           |
| 11. | 20 Agosto 2001   | Índianapolis, EUA         | Duro  | Gustavo Kuerten    | 4–2, retired       |

#### Vice-Campeonatos (14)
| N.  | Data             | Torneio                           | Piso     | Oponente na final  | Placar da final           |
| 1.  | 18 Abril 1994    | Hong Kong, Reino Unido            | Duro     | Michael Chang      | 6–1, 6–3                  |
| 2.  | 3 Março 1997     | Philadelphia, EUA                 | Duro (i) | Pete Sampras       | 5–7, 7–6(4), 6–3          |
| 3.  | 14 Abril 1997    | Hong Kong, UK                     | Duro     | Michael Chang      | 6–3, 6–3                  |
| 4.  | 26 Maio 1997     | St. Poelten, Austria              | Saibro   | Marcelo Filippini  | 7–6(2), 6–2               |
| 5.  | 18 Agosto 1997   | New Haven, EUA                    | Duro     | Yevgeny Kafelnikov | 7–6(4), 6–4               |
| 6.  | 25 Agosto 1997   | Long Island, USA                  | Duro     | Carlos Moyà        | 6–4, 7–6(1)               |
| 7.  | 6 October 1997   | Grand Slam Cup, Munique, Alemanha | Carpete  | Pete Sampras       | 6–2, 6–4, 7–5             |
| 8.  | 17 Maio 1999     | Roma, Itália                      | Saibro   | Gustavo Kuerten    | 6–4, 7–5, 7–6(6)          |
| 9.  | 16 Agosto 1999   | Cincinnati, EUA                   | Duro     | Pete Sampras       | 7–6(7), 6–3               |
| 10. | 10 Julho 2000    | Wimbledon, Londres, Reino Unido   | Grama    | Pete Sampras       | 6–7(10), 7–6(5), 6–4, 6–2 |
| 11. | 13 Novembro 2000 | Lyon, França                      | Carpete  | Arnaud Clément     | 7–6(2), 7–6(5)            |
| 12. | 9 Julho 2001     | Wimbledon, Londres, Reino Unido   | Grama    | Goran Ivanišević   | 6–3, 3–6, 6–3, 2–6, 9–7   |
| 13. | 6 Agosto 2001    | Montreal, Canada                  | Duro     | Andrei Pavel       | 7–6(3), 2–6, 6–3          |
| 14. | 13 Agosto 2001   | Cincinnati, EUA                   | Duro     | Gustavo Kuerten    | 6–1, 6–3                  |

### Duplas (18)

#### Vitórias(10)
| N.  | Data             | Torneio                                                 | Piso   | Parceiro           | Oponentes na Final             | Placar da Final             |
| 1.  | 23 Maio 1994     | Bologna Open, Bologna                                   | Saibro | John Fitzgerald    | Vojtěch Flégl Andrew Florent   | 6–3, 6–3                    |
| 2.  | 9 Janeiro 1995   | Australian Hardcourt Championships, Adelaide            | Duro   | Jim Courier        | Byron Black Grant Connell      | 7–6, 6–4                    |
| 3.  | 13 Maio 1996     | U.S. Men's Clay Court Championships, Pinehurst, EUA     | Saibro | Pat Cash           | Ken Flach David Wheaton        | 6–2, 6–3                    |
| 4.  | 6 Janeiro 1997   | Australian Hardcourt Championships, Adelaide, Australia | Duro   | Bryan Shelton      | Todd Woodbridge Mark Woodforde | 6–4, 1–6, 6–3               |
| 5.  | 16 Junho 1997    | The Stella Artois Grass Court Championships, Londres    | Grama  | Mark Philippoussis | Sandon Stolle Cyril Suk        | 6–2, 4–6, 7–5               |
| 6.  | 16 Março 1998    | Newsweek Champions Cup, Índian Wells, EUA               | Duro   | Jonas Björkman     | Todd Martin Richey Reneberg    | 6–4, 7–6                    |
| 7.  | 3 Agosto 1998    | Mercedes-Benz Cup, Los Angeles                          | Duro   | Sandon Stolle      | Jeff Tarango Daniel Vacek      | 6–4, 6–4                    |
| 8.  | 1 Fevereiro 1999 | Australian Open, Melbourne                              | Duro   | Jonas Björkman     | Mahesh Bhupathi Leander Paes   | 6–3, 4–6, 6–4, 6–7(10), 6–4 |
| 9.  | 14 Junho 1999    | Gerry Weber Open, Halle, Alemanha                       | Grama  | Jonas Björkman     | Paul Haarhuis Jared Palmer     | 6–3, 7–5                    |
| 10. | 9 Agosto 1999    | du Maurier Open, Montreal                               | Duro   | Jonas Björkman     | Byron Black Wayne Ferreira     | 7–6, 6–4                    |

#### Vices (8)
| N. | Data            | Torneio                                                    | Piso    | Parceiro           | Oponentes na Final              | Placar da Final  |
| 1. | 18 Abril 1994   | Salem Open, Hong Kong                                      | Duro    | Jonas Björkman     | Jim Grabb Brett Steven          | W.O.             |
| 2. | 24 Outubro 1994 | Grand Prix de Tennis de Lyon, Lyon                         | Carpete | Martin Damm        | Jakob Hlasek Yevgeny Kafelnikov | 6–7, 7–6, 7–6    |
| 3. | 16 Outubro 1995 | IPB Czech Indoor, Ostrava                                  | Carpete | Guy Forget         | Jonas Björkman Javier Frana     | 6–7, 6–4, 7–6    |
| 4. | 22 Abril 1996   | Bermuda Open, Bermuda                                      | Saibro  | Pat Cash           | Jan Apell Brent Haygarth        | 3–6, 6–1, 6–3    |
| 5. | 17 Março 1997   | Newsweek Champions Cup, Indian Wells, EUA                  | Duro    | Mark Philippoussis | Mark Knowles Daniel Nestor      | 7–6, 4–6, 7–5    |
| 6. | 21 Abril 1997   | Japan Open Tennis Championships, Tóquio                    | Duro    | Justin Gimelstob   | Martin Damm Daniel Vacek        | 2–6, 6–2, 7–6    |
| 7. | 11 Agosto 1997  | Great American Insurance ATP Championship, Cincinnati, EUA | Duro    | Mark Philippoussis | Todd Woodbridge Mark Woodforde  | 7–6, 4–6, 6–4    |
| 8. | 18 Junho 2001   | Gerry Weber Open, Halle, Alemanha                          | Grama   | Max Mirnyi         | Daniel Nestor Sandon Stolle     | 6–4, 6–7(5), 6–1 |